# ديفيد بيير
ديفيد بيير (بالفرنسية: David Pierre)‏ (4 يونيو 1967 -) هو عضو في جمعية سيشيل الوطنية. ويعمل مدرسًا، وهو عضو في حزب سيشيل الوطني، وانتخب لأول مرة في الجمعية الوطنية في عام 2002.

## روابط خارجية
- صفحة الأعضاء على موقع الجمعية